# Allium amplectens
Allium amplectens là một loài thực vật có hoa trong họ Amaryllidaceae. Loài này được Torr. mô tả khoa học đầu tiên năm 1857.

## Hình ảnh

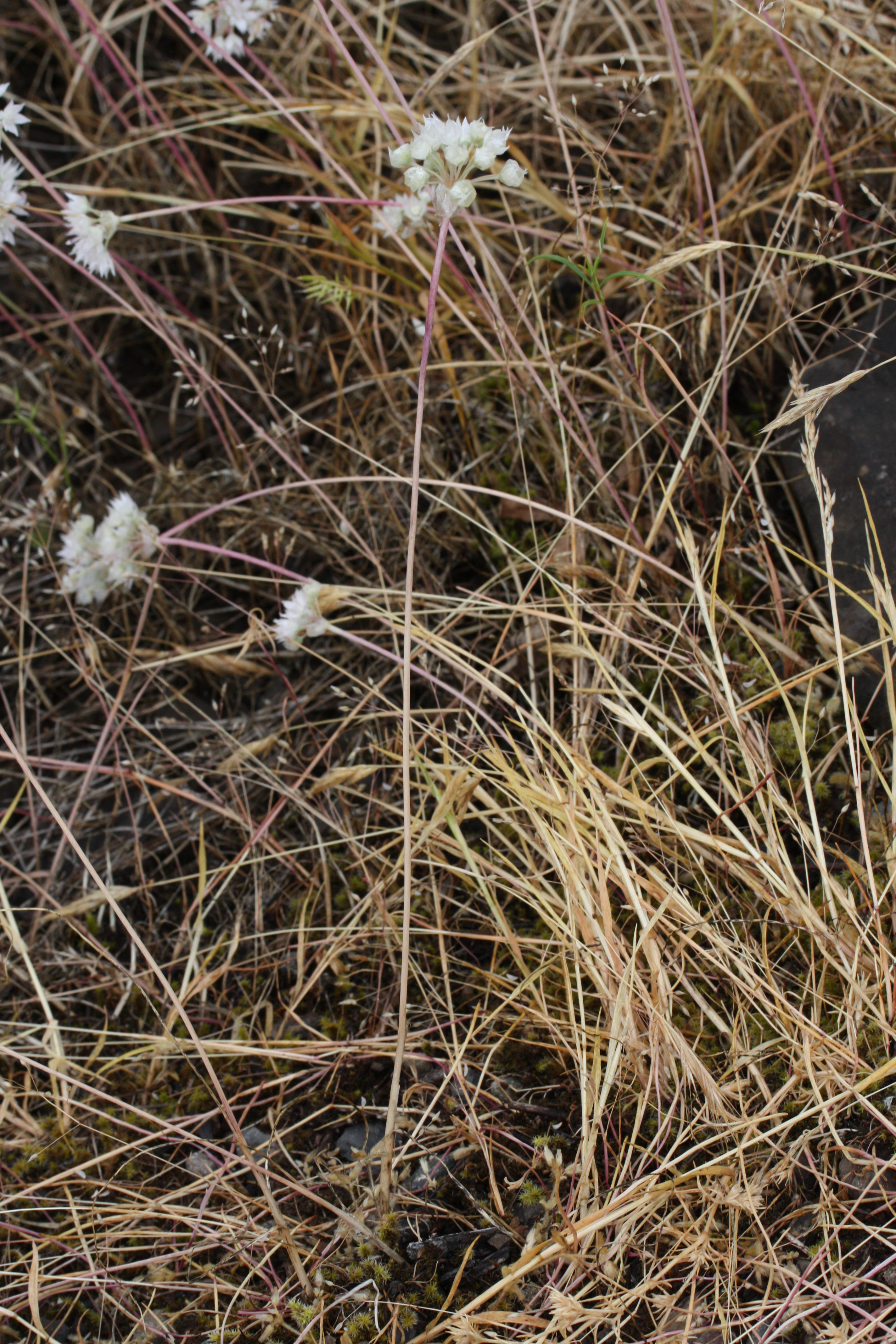
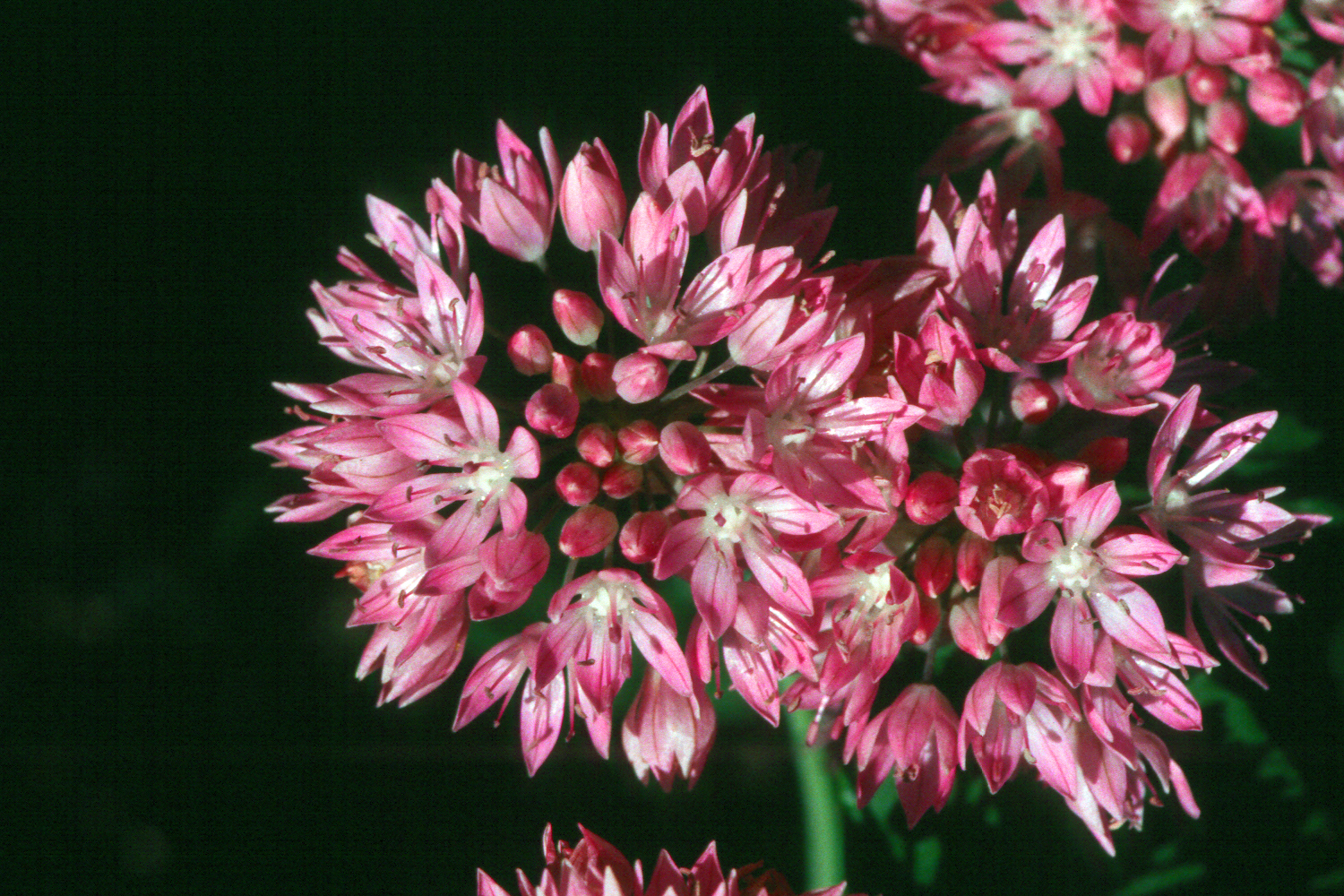